# Stanislav Fridrich
Stanislav Fridrich (* 25. prosince 1956 Frýdek-Místek) je český politik, podnikatel a sadař, od října 2017 poslanec Poslanecké sněmovny PČR, nestraník za hnutí ANO 2011.

## Život
V letech 1976 až 1981 vystudoval obor kvasná chemie a bioinženýrství na Vysoké škole chemicko-technologické v Praze (získal titul Ing.). V letech 2001 až 2006 byl členem vědecké rady Národohospodářské fakulty VŠE v Praze.
V letech 1990 až 2005 pracoval jako generální ředitel Pivovaru Radegast, poté jako technický ředitel skupiny Plzeňský Prazdroj a.s. pro Českou a Slovenskou republiku. V letech 2002 až 2005 byl i členem představenstva v akciových společnostech Plzeňský Prazdroj a Pivovar Šariš.
Od roku 2011 je podnikatelem (jednatelem) a sadařem ve firmách Sady Životice a Sady Životice - Producent. Od července 2015 působí taktéž jako poradce rektora Západočeské univerzity v Plzni a od roku 2010 je členem vědecké rady Výzkumného centra nových technologií při ZČU v Plzni. Je odborníkem na malé a střední podnikání.
Stanislav Fridrich žije v obci Nižní Lhoty na Frýdecko-Místecku. Mezi jeho záliby patří tenis a horské kolo. Domluví se anglicky, rusky a německy.

## Politické působení
Od listopadu 2013 do října 2017 byl poradcem poslance za hnutí ANO 2011 Igora Nykla.
Ve volbách do Senátu PČR v roce 2014 kandidoval jako nestraník za hnutí ANO 2011 v obvodu č. 69 – Frýdek-Místek. Se ziskem 19,25 % hlasů skončil na třetím místě.
Ve volbách do Poslanecké sněmovny PČR v roce 2017 byl jako nestraník za hnutí ANO 2011 zvolen poslancem v Moravskoslezském kraji, a to ze sedmého místa kandidátky. Ve volbách do Poslanecké sněmovny PČR v roce 2021 kandidoval jako nestraník za hnutí ANO 2011 na 5. místě v Moravskoslezském kraji. Získal 1 539 preferenčních hlasů, a stal se tak znovu poslancem.
Ve sněmovních volbách v roce 2025 kandiduje na 8. místě kandidátní listiny hnutí ANO v Moravskoslezském kraji.